# Richtlinie 2014/30/EU über die elektromagnetische Verträglichkeit
Die Richtlinie 2014/30/EU des Europäischen Parlaments und des Rates vom 26. Februar 2014 zur Harmonisierung der Rechtsvorschriften der Mitgliedstaaten über die elektromagnetische Verträglichkeit (Neufassung) (kurz: EMV-Richtlinie) behandelt die elektromagnetische Verträglichkeit von Betriebsmitteln.

## Inhalt
Die EMV-Richtlinie gibt vor, in welcher Weise die elektromagnetische Verträglichkeit von elektrisch betriebenen Geräten im Europäischen Binnenmarkt beschaffen sein soll. Die Geltung dieser Richtlinie erstreckt sich mit wenigen Ausnahmen auf alle Geräte oder ortsfesten Anlagen, die für Endnutzer bestimmt sind und elektromagnetische Störungen verursachen können oder deren Betrieb durch elektromagnetische Störungen beeinträchtigt werden kann.
Unter Elektromagnetischer Verträglichkeit ist hierbei nach Artikel 3 die Fähigkeit eines Betriebsmittels zu verstehen, in seiner elektromagnetischen Umgebung zufriedenstellend zu arbeiten, ohne dabei selbst elektromagnetische Störungen zu verursachen, die für andere Betriebsmittel in derselben Umgebung unannehmbar wären.
Unter Elektromagnetischer Störung ist nach Artikel 3 jede elektromagnetische Erscheinung zu verstehen, die die Funktion eines Betriebsmittels beeinträchtigen könnte.
Bei der Vermeidung einer elektromagnetischen Störung anderer Betriebsmittel durch ein Betriebsmittel ist ein angemessenes Niveau der elektromagnetischen Verträglichkeit für das Betriebsmittel festzulegen. Die Richtlinie nennt hierzu jedoch keine einzuhaltenden Grenzwerte. Vielmehr ist gemäß Anhang I lediglich festgelegt, dass die von einem Betriebsmittel verursachten elektromagnetischen Störungen keinen Pegel erreichen dürfen, bei dem ein bestimmungsgemäßer Betrieb von Funk- und Telekommunikationsgeräten oder von anderen Betriebsmitteln nicht möglich ist.
Art. 2 definiert Ausnahmen von der Richtlinie. Funkgeräte, die von Funkamateuren im Sinne der Konstitution der Internationalen Fernmeldeunion und der Konvention der Internationalen Fernmeldeunion verwendet werden, sind vom Anwendungsbereich dieser Richtlinie ausgeschlossen, es sei denn, diese Geräte sind im Handel erhältlich. Außerdem sind luftfahrttechnische Erzeugnisse von der Richtlinie ausgenommen, sowie Funkanlagen und Telekommunikationsendeinrichtungen, die von der R&TTE-Richtlinie (1999/5/EG) erfasst sind.
Die EMV-Richtlinie gilt nicht in Bereichen, in denen eine andere Richtlinie genauere Vorgaben zur EMV macht oder in Zukunft machen wird, dies ist z. B. der Fall bei der Kfz-EMV-Richtlinie 2004/104/EU und deren Folgerichtlinien.
Zwischenzeitlich wurde die R&TTE-Richtlinie durch die Funkanlagenrichtlinie (2014/53/EU) ersetzt. Für Funkanlagen gilt nun die Funkanlagenrichtlinie, wobei hier der Anwendungsbereich im Vergleich zur R&TTE-Richtlinie erweitert wurde. Für Telekommunikationsendeinrichtungen (ohne Funk) ist jedoch nun die EMV-Richtlinie anzuwenden.
Die Umsetzung der EMV-Richtlinie in deutsches Recht erfolgte mit dem Gesetz über die elektromagnetische Verträglichkeit von Betriebsmitteln (EMVG). In Österreich erfolgte die Umsetzung mit der Elektromagnetischen Verträglichkeitsverordnung (EMVV).

## CE-Kennzeichnung und Konformitätserklärung
Gemäß Anhang II sind die Hersteller von Betriebsmitteln verpflichtet, mittels eines Konformitätsbewertungsverfahrens nachzuweisen, dass von ihnen in Verkehr gebrachte Geräte den Anforderungen dieser Richtlinie genügen.  Sie erstellen technische Unterlagen, fügen den Geräten eine Betriebsanleitung und Sicherheitsinformationen bei und bringen die CE-Kennzeichnung an.

## Fassungen der EMV-Richtlinie
Die erste EMV-Richtlinie wurde 1989 unter der Nummer 89/336/EWG veröffentlicht. Sie wurde durch die Richtlinie 2004/108/EG aufgehoben, die bis zum 19. April 2016 gültig war. Die Richtlinie wurde am 20. April 2016 durch die Richtlinie 2014/30/EU aufgehoben.